# Jerónimo (santo)
Eusebio Hierónimo (en latín: Eusebius Sophronius Hieronymus; en griego: Εὐσέβιος Σωφρόνιος Ἱερώνυμος; Estridón, Dalmacia, c. 340-Belén, 30 de septiembre de 420), conocido comúnmente como san Jerónimo, pero también como Jerónimo de Estridón o, simplemente, Jerónimo, es un santo cristiano y padre de la iglesia, que tradujo la Biblia del hebreo y del griego al latín por encargo del papa Dámaso I. La traducción al latín de la Biblia hecha por san Jerónimo fue llamada la Vulgata (de vulgata editio, «edición para el pueblo») y publicada en el siglo IV. Esta versión fue declarada en 1546, durante el Concilio de Trento, la edición auténtica de la Biblia para la Iglesia católica latina.
San Jerónimo dominaba el latín, su lengua materna, y conocía en profundidad la retórica clásica de esa lengua, además tenía un amplio manejo del griego y sabía algo de hebreo cuando comenzó su proyecto de traducción, si bien se mudó a Belén para perfeccionar sus conocimientos de ese idioma, convirtiéndose así en un filólogo trilingüe. En el año 382, corrigió la versión latina existente del Nuevo Testamento y en la década de 390 comenzó a traducir el Antiguo Testamento directamente del hebreo (ya había traducido fragmentos de la Septuaginta provenientes de Alejandría). Completó su obra en el año 405.
Si Agustín de Hipona merece ser llamado el padre de la teología latina, Jerónimo lo es de la exégesis bíblica. Con sus obras, resultantes de su notable erudición, ejerció un influjo duradero sobre la forma de traducción e interpretación de las Sagradas Escrituras y en el uso del latín eclesiástico. Su lista de escritos es extensa. Además de sus obras bíblicas, escribió ensayos polémicos e históricos, siempre desde una perspectiva teológica.
Jerónimo fue conocido por sus enseñanzas sobre la vida moral cristiana, especialmente en centros cosmopolitas como Roma. A menudo se centró en la vida de las mujeres e identificaba cómo debía vivir una mujer devota de Jesús. Este enfoque provenía de su estrecha relación con varias ascetas prominentes que pertenecían a familias senatoriales adineradas. Además, sus obras son una fuente crucial de información sobre la pronunciación del hebreo en la Palestina bizantina.
Es considerado uno de los Padres de la Iglesia, junto a Ambrosio, Agustín y Gregorio uno de los cuatro Padres latinos, y doctor de la Iglesia. También es considerado como santo por las iglesias católica, ortodoxa, copta, armenia, luterana y la anglicana.
En su honor se celebra, cada 30 de septiembre, el Día Internacional de la Traducción.

## Biografía
Nació en Estridón (oppidum, más tarde destruido por los godos en 392) en la frontera de Dalmacia y Panonia, entre los años 331 y 347, según distintos autores; más bien a mediados de siglo, ya que era niño cuando murió el emperador Juliano el Apóstata. Sus padres eran cristianos con algunos medios de fortuna, y Jerónimo, cuyo nombre significa 'el que tiene un nombre sagrado', aunque no había sido bautizado todavía, como era costumbre en la época, fue inscrito como catecúmeno y consagrará toda su vida al estudio de las Sagradas Escrituras, siendo considerado uno de los mejores, si no el mejor, en este oficio.

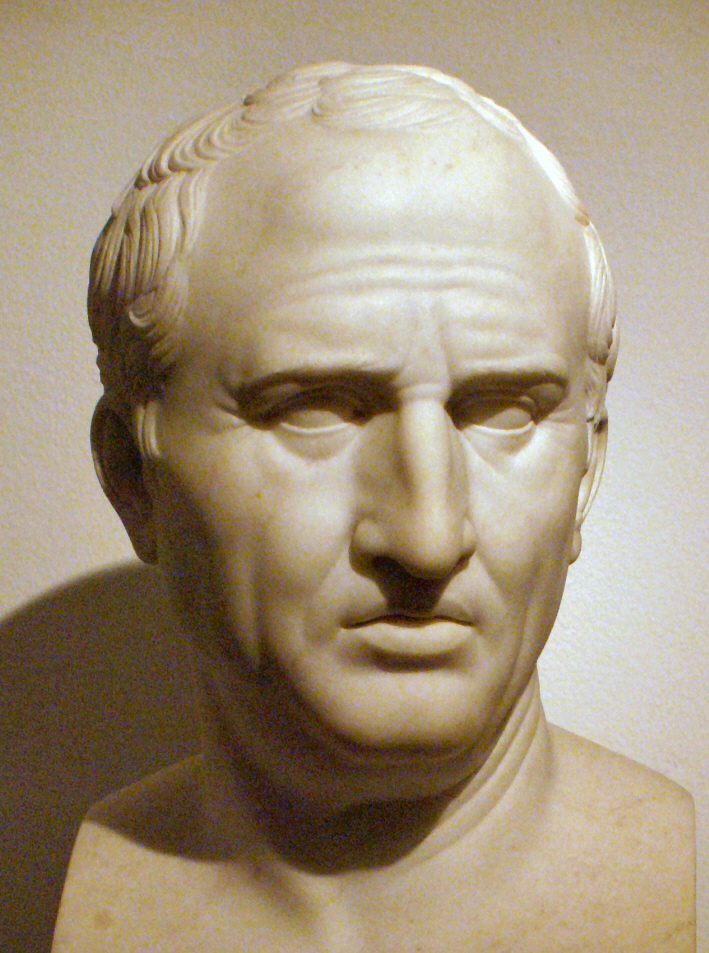
Busto que representa a Marco Tulio Cicerón, quien ejerciera gran influencia sobre el estilo de Jerónimo.

Partió a la edad de doce años hacia Roma con su amigo Bonosus para proseguir sus estudios de gramática, astronomía y literatura bajo la dirección del más grande gramático en lengua latina de su tiempo, Elio Donato, que era pagano. Allí el santo llegó a ser un gran latinista y muy buen conocedor del griego y de otros idiomas, pero por entonces había leído pocos libros espirituales y religiosos. Pasaba horas y días leyendo y aprendiendo de memoria a los grandes autores latinos, Cicerón (quien fue su principal modelo y cuyo estilo imitó), Virgilio, Horacio, Tácito y Quintiliano, y a los autores griegos Homero y Platón, pero casi nunca dedicaba tiempo a la lectura espiritual. Hizo amistad allí con Rufino de Aquilea y Heliodoro de Altino, y frecuentó el teatro y el circo romano. Hacia los dieciséis años siguió cursos de retórica, filosofía y griego con un rétor y pidió el bautismo hacia el año 366 d. C. Viajó con Bonosus a las Galias hacia 367, y se instaló en Tréveris, «en la orilla bárbara del Rin». Allí empieza su vocación teológica y compila, para su amigo Rufino, el Comentario sobre los Salmos de Hilario de Poitiers y el tratado De synodis, donde descubre el naciente monacato. Permanece después un tiempo, quizá numerosos años, en una comunidad cenobítica con Rufino y Cromacio de Aquilea y en ese momento rompe su relación con su familia y afirma su voluntad de consagrarse a Dios. Algunos de sus amigos cristianos lo acompañan cuando hace un viaje, hacia 373, a través de Tracia y Asia Menor para detenerse en el norte de Siria. En Antioquía, dos de sus compañeros fallecen y él mismo cae seriamente enfermo varias veces. En el curso de una de esas recaídas (invierno de 373 o 374), tiene un sueño que le hace abandonar definitivamente sus estudios profanos y consagrarse a Dios. En ese sueño, que narra en una de sus Cartas o Epístolas, se le reprocha ser «ciceroniano, y no cristiano». Tras este sueño, renuncia durante una larga temporada al estudio de los clásicos profanos y profundiza en el de la Biblia bajo el impulso que le da Apolinar de Laodicea. Enseña además en Antioquía a un grupo de mujeres, siendo sin duda discípulo de Evagrio Póntico. Estudia los escritos de Tertuliano, Cipriano de Cartago e Hilario de Poitiers.
Deseando intensamente vivir en ascetismo y hacer penitencia por sus pecados, Jerónimo marchó al desierto sirio de Qinnasrin o Chalcis (la Tebaida siria), situado al suroeste de Antioquía. Rechazaba especialmente su fuerte sensualidad, su terrible mal genio y su gran orgullo. Pero aunque allí rezaba mucho, ayunaba y pasaba noches en vela, no conseguía la paz y descubrió que no estaba hecho para tal vida a causa de su mala salud: su destino no era vivir en soledad: 

Yo, que por temor del infierno me había impuesto una prisión en compañía de escorpiones y venados, a menudo creía asistir a danzas de doncellas. Tenía yo el rostro empalidecido por el ayuno; pero el espíritu quemaba de deseos mi cuerpo helado, y los fuegos de la voluptuosidad crepitaban en un hombre casi muerto. Lo recuerdo bien: tenía a veces que gritar sin descanso todo el día y toda la noche. No cesaba de herirme el pecho. Mi celda me inspiraba un gran temor, como si fuera cómplice de mis obsesiones: furioso conmigo mismo, huía solo al desierto... Después de haber orado y llorado mucho, llegaba a creerme en el coro de los ángeles.
Carta XXII a Eustoquia.

Es en esa época de Antioquía cuando empezó a interesarse por el Evangelio de los hebreos, que era, según las gentes de Antioquía, la fuente del Evangelio según San Mateo. Es más, en esta época comienza su primer comentario de exégesis bíblica por el más pequeño libro del Antiguo Testamento, el Libro de Abdías, para lo cual tomó tiempo para aprender bien el hebreo con ayuda de un judío:

Me puse bajo la disciplina de cierto hermano judío, convertido tras los altos conceptos de Quintiliano, los amplios períodos de Cicerón, la gravedad de Frontino y los encantos de Plinio; aprendí el alfabeto hebreo, ejercitándome en pronunciar las sibilantes y las guturales. ¡Cuántas fatigas sufrí! ¡Cuántas dificultades experimenté! A menudo desesperaba de alcanzar mi objetivo: todo lo abandonaba. Luego, decidido a vencer, reanudaba el combate. Testigos de ello son mi conciencia y las de mis compañeros. Sin embargo, le doy gracias al Señor de haber sacado tan dulces frutos de la amargura de tal iniciación en las letras.
Carta CXXIV, l2.

Tradujo entonces el Evangelio de los nazarenos, que él consideró durante cierto tiempo como el original del Evangelio según Mateo. En ese periodo empezó además su caudaloso Epistolario. 

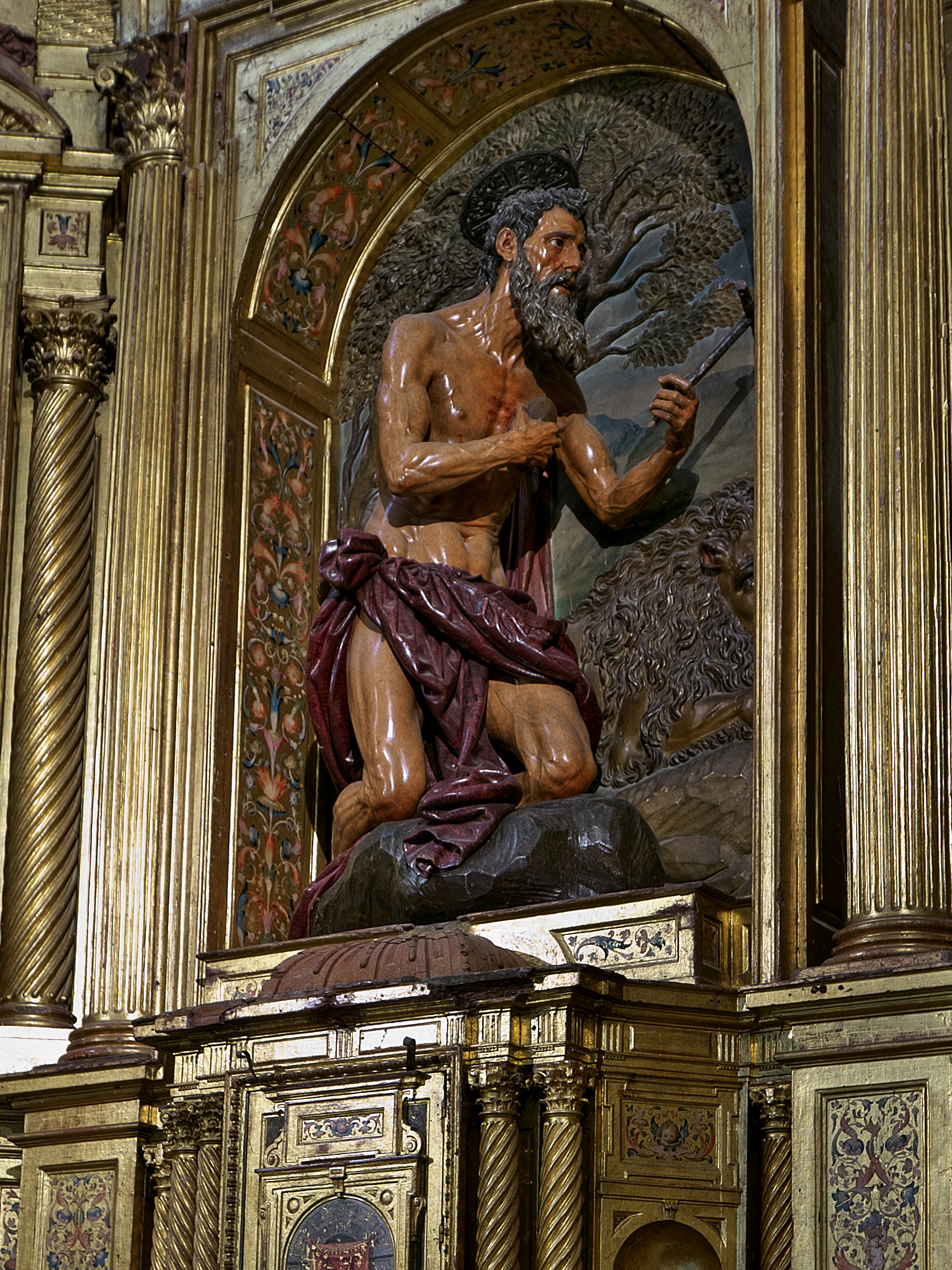
San Jerónimo, talla del escultor español Juan Martínez Montañés.

A su vuelta a Antioquía, en 378 o 379, fue ordenado por el obispo Paulino de Antioquía y poco tiempo después partió a Constantinopla para continuar sus estudios de las Sagradas Escrituras bajo la égida de Gregorio Nacianceno, pero también para evitar las querellas teológicas entre los partidarios del credo del Concilio de  Nicea y el arrianismo. Permaneció allí dos años siguiendo los cursos de Gregorio, a quien describe como su preceptor. Es en este periodo cuando descubre a Orígenes y comienza a desarrollar una exégesis bíblica trilingüe, comparativa de las interpretaciones latinas, griegas y hebraicas del texto de la Biblia. Y traduce al latín y completa las tablas cronológicas de la Crónica de Eusebio de Cesarea, una historia universal desde Abraham hasta Constantino.
Regresó a Roma en el año 382 y allí permanecerá tres años. Los obispos de Italia junto con el papa nombraron secretario de este último a San Ambrosio, pero este cayó enfermo y eligieron después a Jerónimo, cargo que desempeñó con mucha eficiencia. Viendo sus dotes y conocimientos, el papa Dámaso I lo nombró su secretario y le encargó redactar las cartas que el pontífice enviaba. Y más tarde le designó para hacer la recopilación del canon de la Biblia y traducirla. Entonces, Jerónimo descubrió su verdadera vocación, con la que podía servir a Dios: la de filólogo. La traducción de la Biblia que circulaba en ese tiempo en Occidente (llamada actualmente Vetus Latina) tenía muchas variantes, imperfecciones de lenguaje e imprecisiones o traducciones no muy exactas. Jerónimo, que escribía con gran elegancia el latín, tradujo a este idioma toda la Biblia, en la traducción llamada Vulgata (lit. «la de uso común»). 
Durante su estancia en Roma, Jerónimo ofició de guía espiritual para un grupo de mujeres pertenecientes a la aristocracia o patriciado romano, entre quienes se contaban las viudas Marcela y Paula de Roma (esta última, madre de la joven Eustoquia, a quien Jerónimo dirigió una de sus más famosas epístolas sobre el tema de la virginidad). Las inició en el estudio y meditación de la Sagrada Escritura y en el camino de la perfección evangélica, que incluía el abandono de las vanidades del mundo y el desarrollo de obras de caridad. Ese centro de espiritualidad se hallaba en un palacio del monte Aventino, en donde residía Marcela con su hija Asella. La dirección espiritual de mujeres le valió a Jerónimo críticas por parte del clero romano, que llegaron incluso a la difamación y a la calumnia. Sin embargo, Paladio afirma que el vínculo con Paula de Roma le fue a Jerónimo de utilidad en sus trabajos bíblicos, pues su padre le había enseñado el griego y había aprendido suficiente hebreo en Palestina como para cantar los Salmos en la lengua original. Es un hecho que buena parte del Epistolario de Jerónimo se dirigió a distintos miembros de ese grupo, al cual se uniría más tarde Fabiola de Roma, una joven divorciada y vuelta a casar que se convertiría en una de las grandes seguidoras de Jerónimo. Varios miembros de este grupo, entre ellos Paula y Fabiola, también acompañaron a Jerónimo en diferentes momentos durante su estancia en Belén.
En el Concilio de Roma de 382, el papa Dámaso I expidió un decreto conocido como Decreto de Dámaso que según algunos autores contenía una lista de los libros canónicos del Antiguo y del Nuevo Testamento. Le pidió a san Jerónimo que escribiera una nueva traducción de la Biblia, a fin de acabar con las diferencias que había con la versión de la Biblia que circulaba en Occidente, la llamada Vetus Latina. Comenzó entonces esta labor con la traducción de los Psalmos o Salmos. Y además tradujo, por petición expresa del papa Dámaso, los Comentarios sobre el Cantar de los cantares de Orígenes y el tratado Sobre el Espíritu Santo de Dídimo el Ciego.

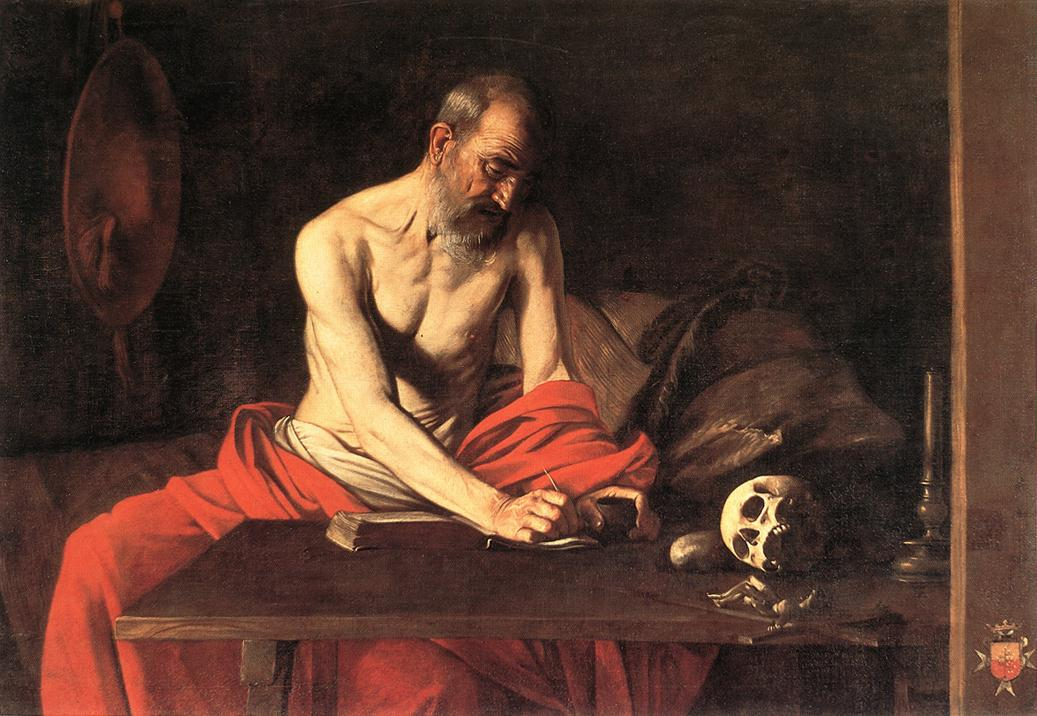
San Jerónimo escribiendo, cuadro al óleo de Caravaggio, (1607).

Sus altos cargos en Roma y la dureza con la cual corregía ciertos defectos de la alta clase social le trajeron envidias, que se recrudecieron cuando falleció su protector el papa Dámaso. Sintiéndose incomprendido y hasta calumniado en Roma, donde no aceptaban su modo enérgico de corrección, dispuso alejarse de ahí para siempre y se fue a Tierra Santa, llegando a Antioquía en agosto del año 385 acompañado de su hermano Pauliniano y de algunos amigos. Jerónimo obedecía así un canon del Concilio de Nicea que establecía que los sacerdotes estuvieran en sus diócesis de origen. Fue seguido poco después por santa Paula y Eustoquia, resueltas a abandonar su entorno patricio para acabar sus días en Tierra Santa. Los peregrinos, recibidos por el obispo Paulino de Antioquía, visitaron Jerusalén, Belén y los santos lugares de Galilea. Se encontraron con Melania la Vieja y Rufino de Aquilea, amigo de la juventud, en Jerusalén, donde llevaban una vida de penitencia y oración en monasterios que Jerónimo cita en sus Cartas. En un comentario de Sofonías (profeta) I: 15, retomó la acusación de deicidio contra los judíos formulada en el corpus de los patrístico: «Este día es un día de furor, un día de angustia y de aprieto, un día de alboroto y desolación, un día de nubes y de sombras...» Y menciona el hábito de los judíos de ir a llorar al Muro de las lamentaciones: «Hasta este día, estos inquilinos hipócritas tienen prohibido venir a Jerusalén, ya que son los asesinos de los profetas y sobre todo del último entre ellos, el Hijo de Dios; a menos que vengan a llorar, porque se les dio permiso para lamentarse sobre las ruinas de la villa, mediante pago».
Durante el invierno de 385 a 386, Jerónimo y Paula parten a Egipto, pues allí estaba la cuna de los grandes modelos de vida ascética. En Alejandría, Jerónimo pudo volver a ver al catequista Dídimo el Ciego explicar al profeta Oseas y contar los recuerdos que tenía del asceta Antonio el Grande, fallecido treinta años antes.
En el año 386 regresó a Belén, donde fundó una comunidad de ascetas y estudiosos y pasó sus últimos 35 años en una gruta. Dicha cueva se encuentra actualmente en el foso de la Iglesia de Santa Catalina en Belén. Varias de las ricas matronas romanas, que él había convertido con sus predicaciones y consejos, vendieron sus bienes y se fueron también a Belén a seguir bajo su dirección espiritual. Con el dinero de esas señoras construyó en aquella ciudad un convento para hombres y tres para mujeres, y una posada para atender a los peregrinos que llegaban de todas partes del mundo a visitar el sitio donde nació Jesús de Nazaret. 
Construyó y desarrolló su monasterio durante tres años gracias a los medios de que le proveyó Paula. Ella dirigía el monasterio de mujeres y Jerónimo el de hombres, aunque él asumía la dirección espiritual tanto de los hombres como de las mujeres a través de la exégesis de las Escrituras, cuya exposición tenía un lugar prominente en la vida comunitaria regulada por Jerónimo. Jerónimo asimilaba la Biblia a Cristo y escribió: «Ama las Santas Escrituras y la sabiduría te amará, es preciso que tu lengua no conozca más que a Cristo, que no pueda decir sino lo que es santo». Y mostró cualidades de pedagogo al escribir un manual de educación para la nieta de Paula: «Que se le hagan letras de boj o marfil, y que las llame por su nombre; que se divierta con ello, de forma que su diversión le sea también una enseñanza..., que juntar sílabas le merezca una recompensa, que así se la estimulará con los pequeños regalos que pueden deleitar en esa edad». Y continúan sus consejos: «Que tenga compañeros de estudios que pueda envidiar, cuyo elogio la incite. Que no se le regañe si ella es un poco lenta, sino se estimule su mente con los cumplidos; que descubra la alegría en el éxito y el fracaso en los problemas. Asegúrese especialmente de que no tome disgusto en los estudios, porque la amargura que se siente en la infancia podría durar más allá de los años de aprendizaje».
En su correspondencia con algunos romanos que le pedían consejo, Jerónimo muestra la importancia que otorgaba a la vida comunitaria: «Preferiría que estuvieses en una santa comunidad, que no te enseñases a ti mismo y no te comprometieses sin maestro en un voto completamente nuevo para ti», recomendando moderación en el ayuno corporal: «La impropiedad será el índice de la nitidez de tu alma... Una nutrición módica, pero razonable, es beneficiosa para cuerpo y alma», así como evitar la ociosidad: «Reserva un poco de trabajo manual, para que el diablo te encuentre siempre ocupado», poniendo fin a su consejo con la máxima: «Cristo está desnudo, es lo desnudo. Es duro, es grandioso y difícil; pero es magnífica la recompensa por ello». 
En Belén profundizó sus conocimientos de hebreo siguiendo los cursos del rabino Bar Anima y estudiando en la biblioteca de Cesarea de Palestina los diferentes escritos de Orígenes, así como el Antiguo Testamento en griego y hebreo. Jerónimo desarrolló comentarios sobre el Eclesiastés; para esto se apoyó en diferentes interpretaciones a fin de poder descubrir el sentido literal y luego hacer comentarios. A petición de Paula y de Eustoquia, tradujo la Epístola a los Gálatas y luego hizo el mismo trabajo con la Epístola a los Efesios y la Epístola a Tito.
En 389 interrumpió su trabajo sobre las Epístolas paulinas a fin de empezar la traducción del Salterio. Comienza la traducción del Libro de Nahúm. Desarrolló entonces su método de exégesis, tomado en gran parte de Orígenes: traducir el libro en sus diferentes versiones para dar luego una explicación histórica, alegórica luego y por fin espiritual. Usó sus comentarios sobre la Biblia para responder a la teología de Marción, quien había cuestionado la unidad del Dios del Antiguo Testamento y del Nuevo Testamento. Escribe los comentarios al Libro de Miqueas, al Libro de Sofonías, al Libro de Ageo y al Libro de Habacuc.

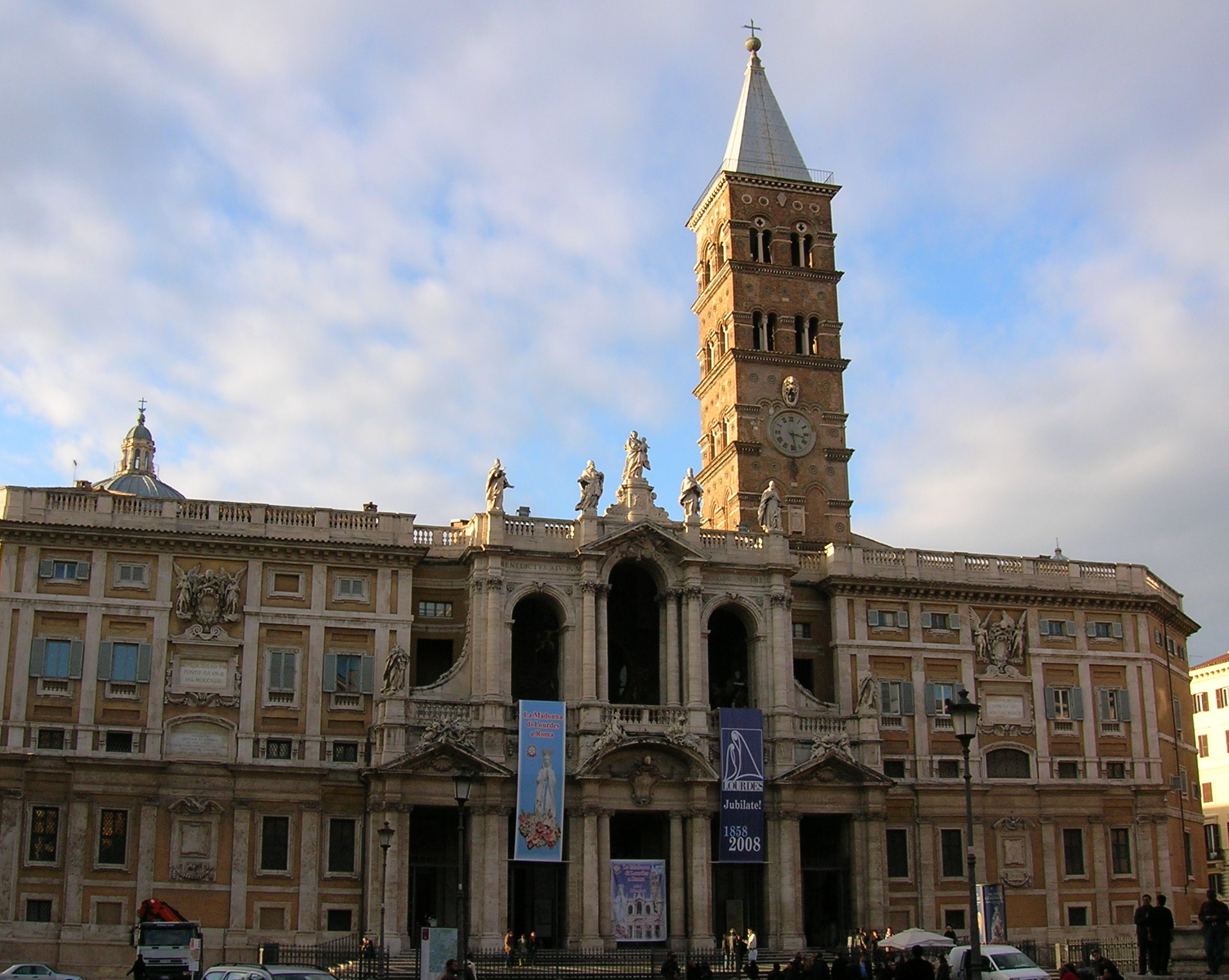
La basílica de Santa María la Mayor en Roma, donde fueron enterrados los restos de San Jerónimo.

De 389 a 392, Jerónimo trabaja en la traducción al latín de la Biblia Septuaginta, utilizando la técnica de la Hexapla de Orígenes y, a petición de nuevo de Paula y de Eustoquia, traduce las 39 homilías de Orígenes y critica los escritos de Ambrosio de Milán, quien utiliza los escritos de Orígenes en malas y engañosas traducciones. Su investigación bíblica lo condujo a elaborar un Índice onomástico u Onomasticon de nombres hebreos de persona y un Índice toponímico hebreo de nombres de lugar, continuando la iniciativa del rabino Filón de Alejandría y complementando así la ya elaborada por Eusebio. Este estudio supuso la importante novedad en la exégesis bíblica del cristianismo de usar el hebreo y las tradiciones rabínicas a fin de comprender mejor el sentido de algunos pasajes de la Biblia, novedad que no seguían quienes usaban solamente la versión griega de la Biblia, la Septuaginta, en la exégesis.
Con tremenda energía escribía contra las diferentes herejías. Pero una disputa sobre la doctrina de Orígenes  (y más en concreto por la traducción del Tratado de los principios de Orígenes, considerado herético) enfrentó a Jerónimo contra su compatriota y amigo más querido, Rufino de Aquilea, y luego con el patriarca Juan II de Jerusalén, tras del cual Rufino se protegía prudentemente; al colocarse entonces al lado de Epifanio de Salamina, que llegó expresamente para combatir el origenismo, Jerónimo se vio de cierta manera excomulgado: a él y a sus monjes se les prohibió la entrada a la Iglesia de Belén y a la gruta de la Natividad. A fin de asegurar el culto para la comunidad, hizo ordenar sacerdote a su hermano Pauliniano, pero por las manos de Epifanio, lo que fue considerado como una invasión de la jurisdicción del obispo del lugar y agravó todavía más el conflicto. Esto no le impidió proseguir sus trabajos, pero sus cartas de esta época dejan traslucir con frecuencia la amargura y la pena, aunque la reconciliación con Rufino se efectuó, sin embargo, antes de que este saliera de Palestina (año 397), y con Juan II de Jerusalén un poco más tarde. Pero luego Rufino, ya de retorno en Roma, habiendo creído poder respaldarse con Jerónimo en el prefacio de una traducción de una obra de Orígenes, protestó de nuevo Jerónimo:

Yo he alabado a Orígenes en cuanto exégeta, no en cuanto dogmatista; en cuanto filósofo, no en cuanto apóstol; por su genio y su erudición, no por su fe... Quienes dicen conocer mi juicio sobre Orígenes, que lean mi comentario al Eclesiastés y los tres volúmenes sobre la Epístola a los Efesios, y claramente verán que siempre he sido hostil a sus doctrinas... Si no se quiere reconocer que jamás he sido origenista, que al menos se admita que he dejado de serlo.
Carta LXXXIV.

Finalmente, habiendo publicado Rufino sus Invectivas, Jerónimo, herido en lo más vivo, respondió con una Apología contra Rufino en el tono más acre y, a remolque de Teófilo de Alejandría en su polémica antiorigenista, caerá en expresiones violentas e injustas no solamente contra ciertos monjes recalcitrantes, sino contra el propio San Juan Crisóstomo. Cuando Rufino fallece en 410, aún durará el encono de Jerónimo, que escribió lo siguiente:

Murió el escorpión en tierras de Sicilia y la hidra de numerosas cabezas dejó de silbar contra nosotros... A paso de tortuga caminaba entre gruñidos... Nerón en su fuero interno y Catón por las apariencias, era en todo una figura ambigua, hasta el punto de que podía decirse que era un monstruo compuesto de muchas y contrapuestas naturalezas, una bestia insólita al decir del poeta: por delante un león, por detrás un dragón y por en medio una quimera.
Prólogo a su comentario sobre Ezequiel.

La Iglesia católica ha reconocido siempre a san Jerónimo como un hombre elegido por Dios para explicar y hacer entender mejor la Biblia, por lo que fue nombrado patrono de todos los que en el mundo se dedican a explicar la Biblia; por extensión, se le considera el santo patrono de los traductores.
Murió el 30 de septiembre del año 420, a los 80 años. En su recuerdo se celebra el Día internacional de la Traducción.

## Escritos

Ordo seu regula.

Entre sus obras más conocidas encontramos sus Cartas o Epístolas y sus famosos Comentarios de exégesis bíblica.
Las Cartas o Epistolario son su obra más interesante por la variedad de su temática y la calidad de su estilo. En la actualidad se han identificado 154 escritas por su mano. En ellas discute puntos de erudición, evoca casos de conciencia, reconforta a los afligidos, charla con sus amigos, vitupera los vicios de su época, exhorta a la vida ascética y a la renuncia del mundo o combate contra sus adversarios teológicos. En suma, ofrece una pintura viva no solo de su genio, sino de su época y sus características particulares. Las epístolas más reproducidas y citadas son las de exhortación: la ep. 14 Ad Heliodorum de laude vitae solitariae, una especie de resumen de la teología pastoral vista desde el punto de vista ascético; ep. 53 Ad Paulinum de studio scripturarum (Sobre el estudio de las Escrituras); ep. 58 al mismo: De institutione monachi (Sobre la institución del monacato); ep. 70 Ad Magnum de scriptoribus ecclesiasticis (A Magno sobre los escritores eclesiásticos), y ep. 107, Ad Laetam de institutione filiae (A Leta sobre la institución de la hija) Muchas ofrecen consejos sobre la vida ascética y sobre la educación, y algunas tuvieron una extraordinaria difusión, especialmente la vigésimo segunda, destinada a Eustoquia, sobre la conservación de la virginidad, o la quincuagésimo segunda, sobre la vida de los clérigos. Existe una buena edición bilingüe de las Cartas de San Jerónimo en dos vols. en la «Biblioteca de Autores Cristianos» realizada por Daniel Ruiz Bueno y otra posterior en la misma BAC, también bilingüe y en dos vols., por Juan Bautista Valero (1993 y 1995).
A Jerónimo se debe también la primera historia de la literatura cristiana: los Varones ilustres (De Viris Illustribus), que fue continuada por Genadio de Marsella. Fue escrita en Belén en 392, y su título y estructura se inspiran en Eusebio de Cesarea. Contiene breves noticias biográficas y literarias sobre 135 autores cristianos, desde San Pedro al mismo Jerónimo de Estridón. Para los primeros 78 su fuente principal es Eusebio de Cesarea (Historia ecclesiastica); la segunda parte, que comienza con Arnobio y Lactancio, comprende una buena cantidad de informaciones independientes, particularmente en lo que concierne a los autores occidentales.
En el dominio de la hagiografía, se le deben tres vidas de santos: la Vida de San Pablo Ermitaño, la Vida de San Malco el monje cautivo y la Vida de San Hilario. También es preciso señalar que se aproximan al mismo género numerosas evocaciones que hace de «santas mujeres romanas» que él conocía en su Epistolario.
Obra histórica es su Chronicon o Temporum liber, compuesto hacia 380 en Constantinopla; se trata de una traducción al latín de las tablas cronológicas que componen la segunda parte del Chronicon de Eusebio de Cesarea, al que añade un suplemento que cubre el período de 325 a 379. Pese a los numerosos errores tomados de Eusebio y a algunos que añade él, se trata de un valioso trabajo, aunque solo fuera por el impulso que dio a cronistas posteriores, como Próspero de Aquitania, Casiodoro y Víctor de Tunnuna.
Algunas de sus obras de origen apologético son las siguientes:
La Perpetua Virginidad de María, Carta para Pamaquio en contra de Juan de Jerusalén, Diálogo contra los Luciferianos, Contra Joviniano, Contra Vigilancio y Contra Pelagio.
En Contra Joviniano, Jerónimo escribe:

El placer por la carne era desconocido hasta el Diluvio universal; pero desde el Diluvio se nos han embutido las fibras y los jugos pestilentes de la carne animal… Jesucristo, que apareció cuando se cumplió el tiempo, volvió a unir el final con el principio, de manera que ya no nos está permitido comer más carne (...) Y por eso os digo, si queréis ser perfectos, entonces es conveniente no comer carne.
Adversus Jovinianum 1,18 y 2,6.

La postura de Jerónimo sobre las relaciones físicas entre hombre y mujer es de rechazo total y absoluto. Este tipo de placeres se consideran pecaminosos e ilícitos incluso entre esposa y esposo dentro del matrimonio: «El hombre prudente debe amar a su esposa con fría determinación, no con cálido deseo (…) Nada más inmundo que amar a tu esposa como si fuera tu amante».[cita requerida]

## Biografías y obras literarias hispánicas sobre Jerónimo
Un incunable es la Vita et tránsitus S. Hieronymi / Vida y tránsito de San Jerónimo (Burgos: Fadrique [Biel] de Basilea, 1490 y Zaragoza: Paulus Hurus, 22 de diciembre de 1492). Diversas biografías del santo se incluyeron en diversos flos sanctorum, por ejemplo el de Alonso de Villegas. Un intento más ambicioso fue el de fray José de Sigüenza (1544-1606), prior del entonces jerónimo Monasterio de San Lorenzo de El Escorial, que escribió en seis libros una clásica Vida de San Gerónimo, Doctor de la Santa Iglesia (1595) que más tarde resumió fray Lucas de Alaejos (Madrid: Antonio Marín, 1766). La obra de Sigüenza fue traducida al inglés (London: Sands and C.º, 1907). Tuvo una versión jocoseria en redondillas: Vida de el doctor maximo de la Iglesia San Geronimo, escrita en redondillas Ioco-serias: sacada de sus mismos escritos... ([S.l.], [s.n.], [16--?]). Asimismo se hicieron diversas comedias de santos; la más conocida es El cardenal de Belén y vida de San Jerónimo de Lope de Vega, que se ha conservado, pero también hubo una anónima Comedia de la vida y muerte de San Gerónimo, editada por Donald K. Barton en 1943. Fray Valentín de la Cruz escribió San Jerónimo: su vida a la luz de sus escritos (Burgos: El Monte Carmelo, 1953). Maruxa Vilalta escribió una pieza teatral moderna de cierto éxito inspirada en su biografía, Una voz en el desierto: vida de San Jerónimo (1991, 1994, 2002).

## Iconografía

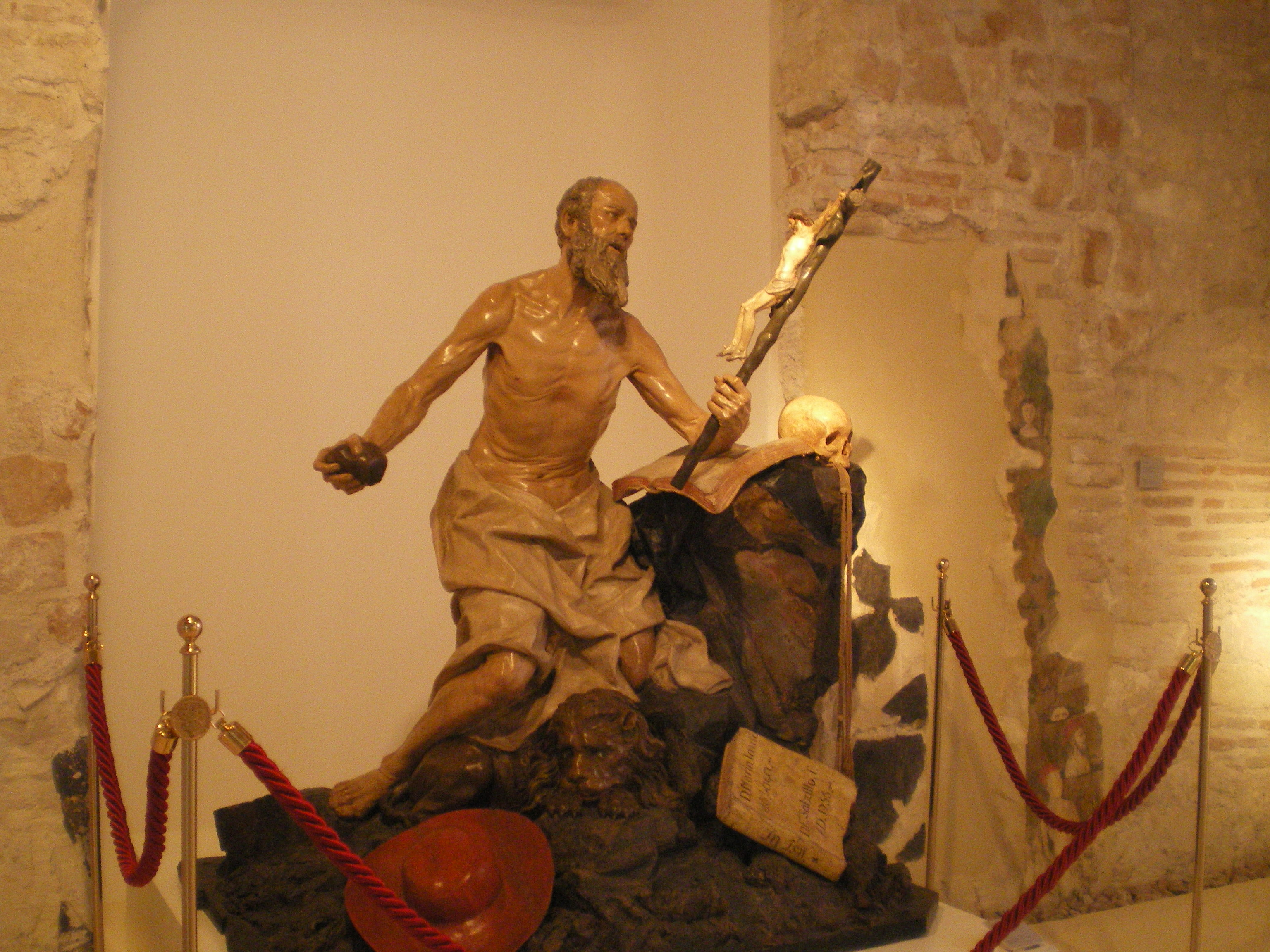
San Jerónimo, por Francisco Salzillo, Museo de la Catedral de Murcia.

Los atributos con los que suele representarse a este santo son: Sombrero y ropa de cardenal (de color rojo), un león y, en menor medida, una cruz, una calavera (la cual remite al tópico del memento mori ), libros y materiales para escribir. El motivo por el cual se le representa con un león es porque, según se dice, se encontraba San Jerónimo meditando a las orillas del río Jordán, cuando vio un león que se arrastraba hacia él con una pata atravesada por una enorme espina. San Jerónimo socorrió a la fiera y le curó la pata por completo. El animal, agradecido, no quiso separarse jamás de su bienhechor. Cuando murió San Jerónimo, el león se acostó sobre su tumba y se dejó morir de hambre. Pero es una leyenda atribuida por error, en realidad le pertenece a San Gerásimo, eremita, y recuerda a la fábula de Androcles y el león. El parecido en los nombres indujo al error.
Hay dos iconografías clásicas para la representación de san Jerónimo: la primera lo presenta escribiendo en su gabinete, como aparece en el cuadro de Domenico Ghirlandaio para la iglesia de Ognissanti en Florencia, con toda seguridad preparando su traducción latina de la Biblia. La segunda lo muestra sometiéndose a mortificación como penitencia, lo que da a los artistas la oportunidad de reflejar un desnudo masculino parcial, pues aparece como un eremita en la gruta del desierto, generalmente acompañado por un león, como puede verse en el cuadro de Leonardo y en el San Jerónimo en oración de El Bosco. Acompañado de las santas Paula y Eustoquia fue representado por Andrea del Castagno (en Trinidad con santos) y por Zurbarán.

### Iconografía de san Jerónimo estudiando

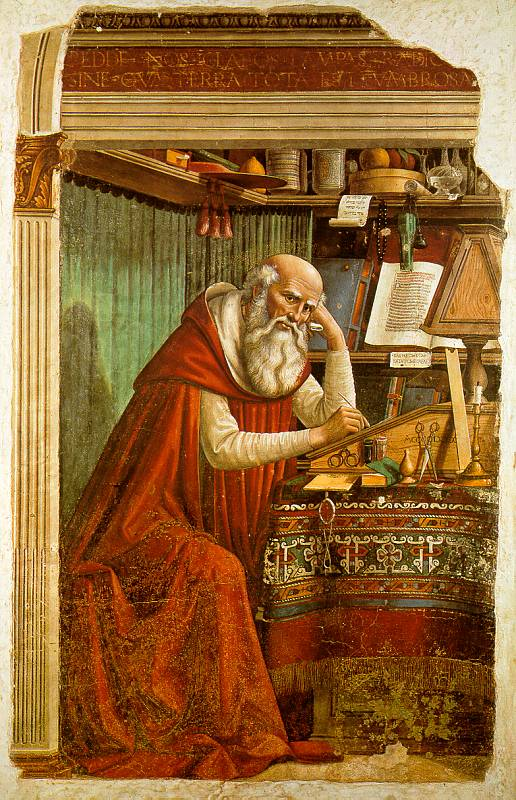
San Jerónimo en su estudio, Domenico Ghirlandaio, 1480.
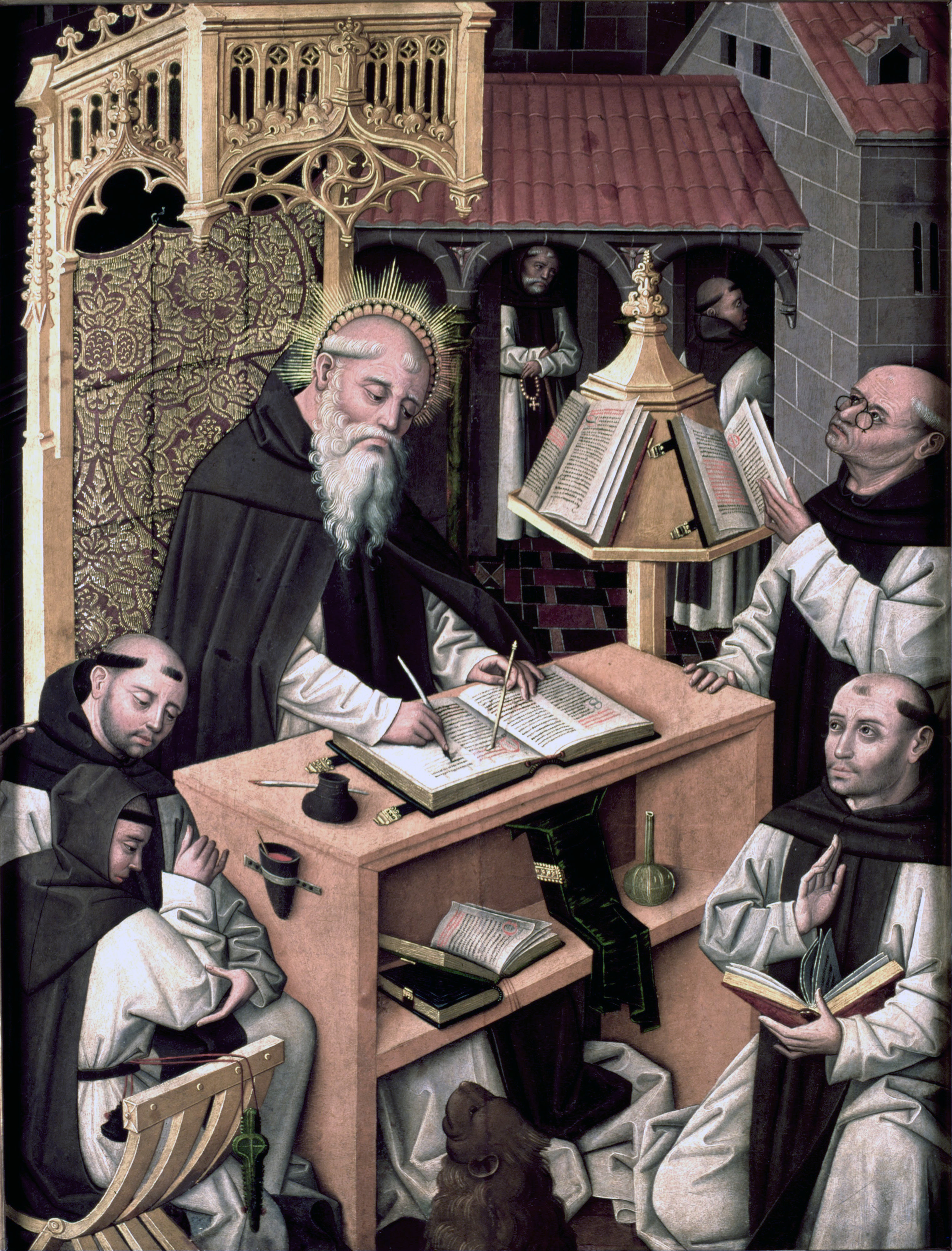
San Jerónimo en su scriptorium, Maestro del Parral o Maestro de las Once Mil Vírgenes,[16] c. 1480-c. 1490.
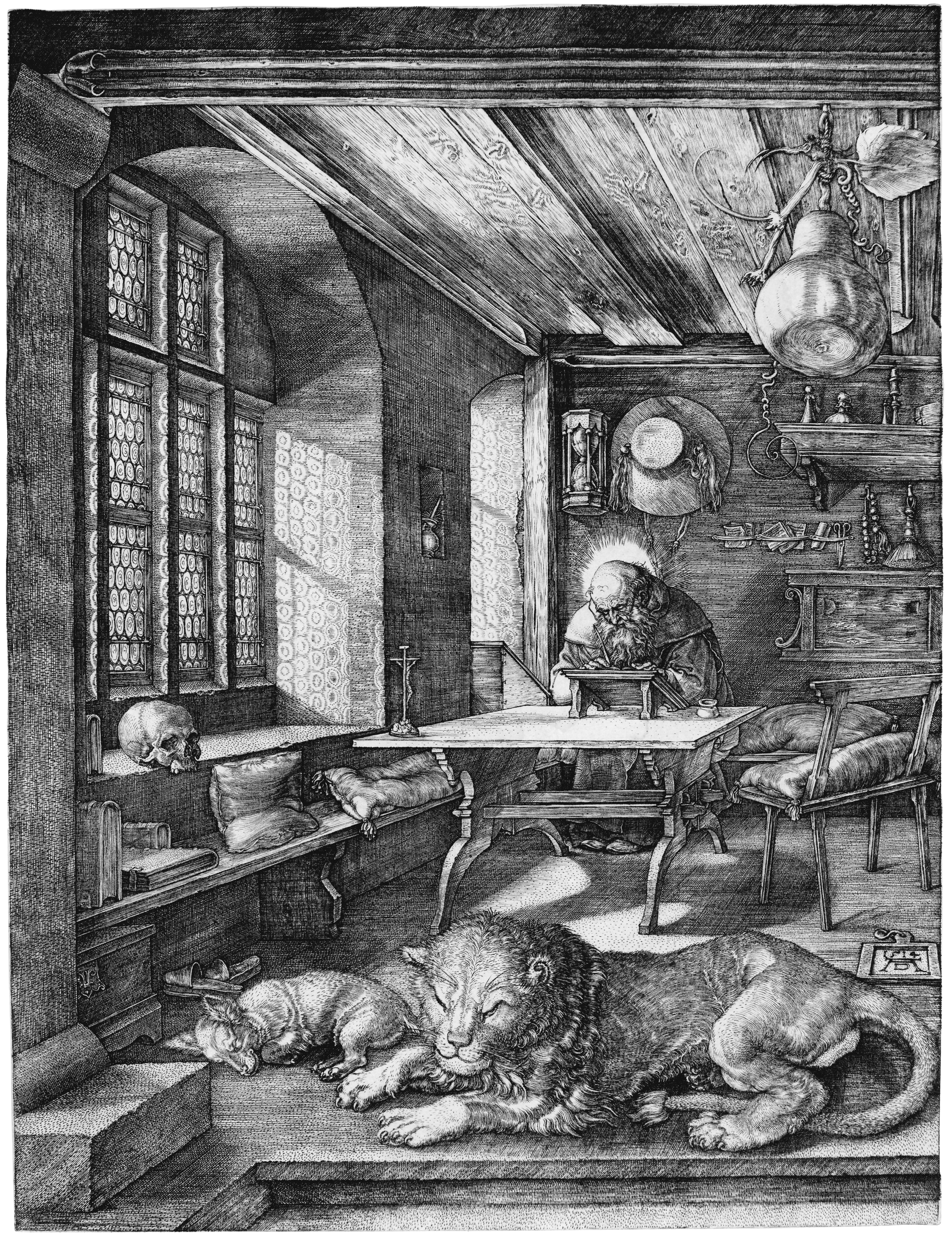
San Jerónimo en su gabinete, Alberto Durero, 1514.
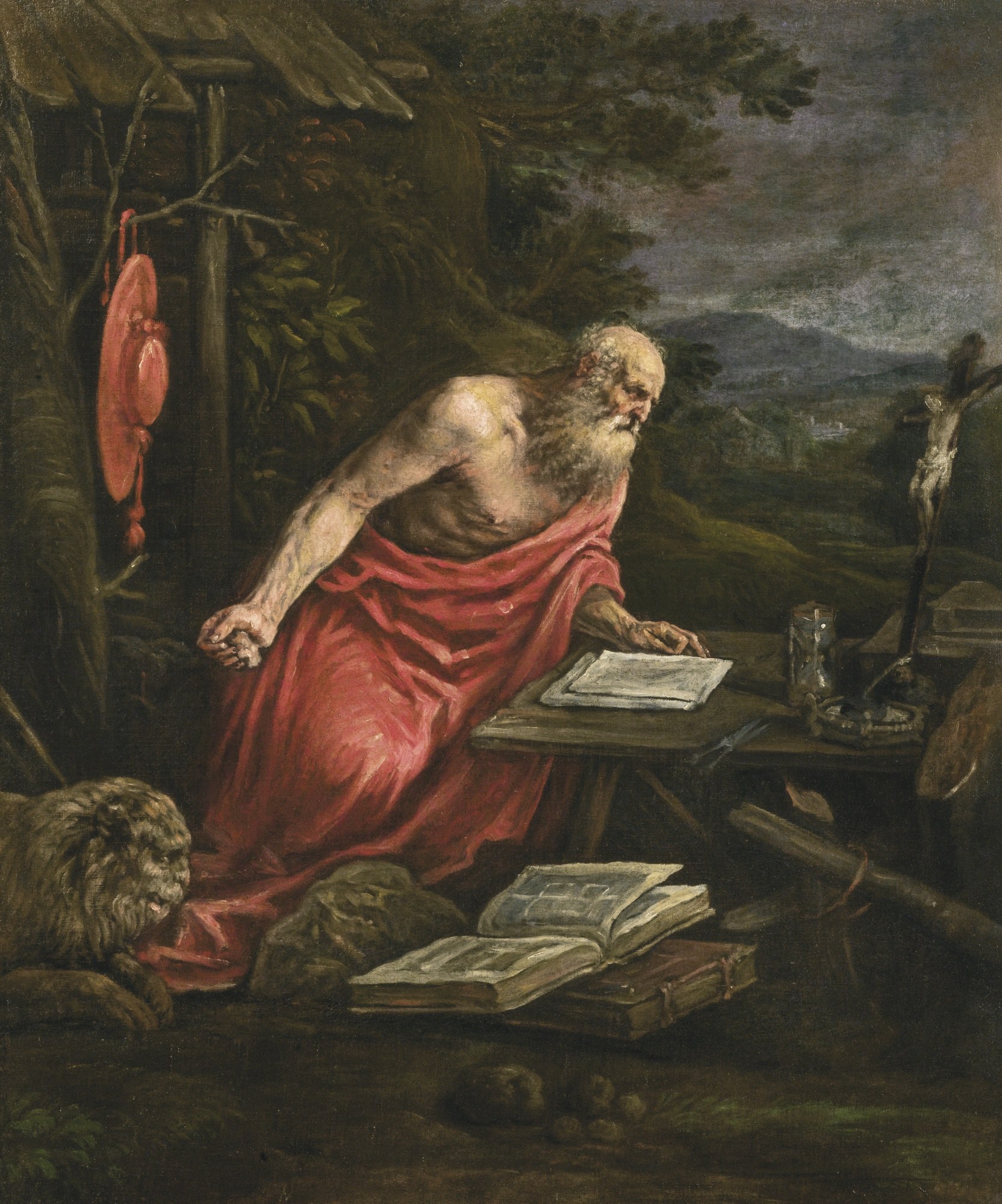
San Jerónimo, Francesco Bassano el Joven, S. XVI.
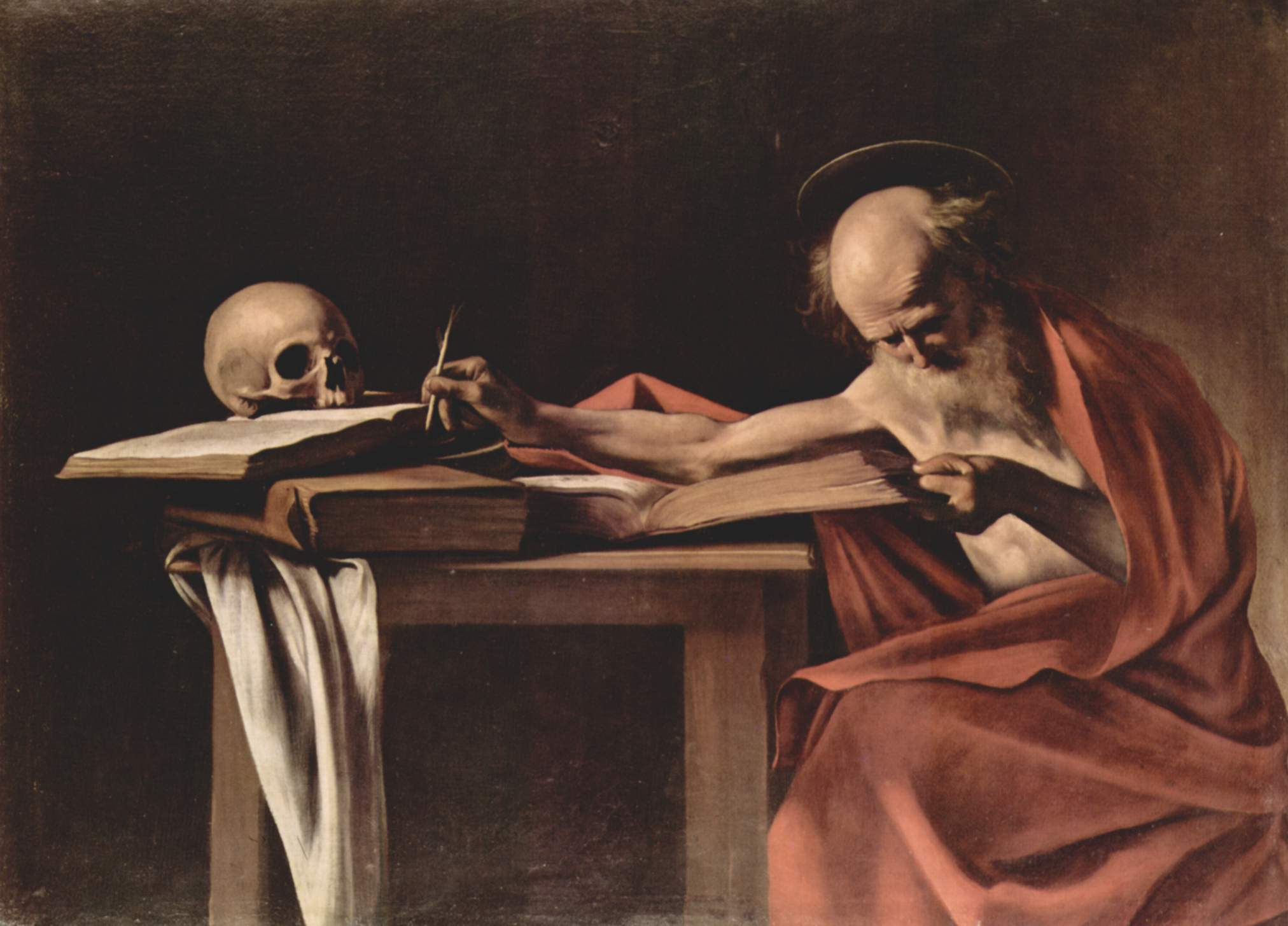
San Jerónimo escribiendo, Caravaggio, 1605.
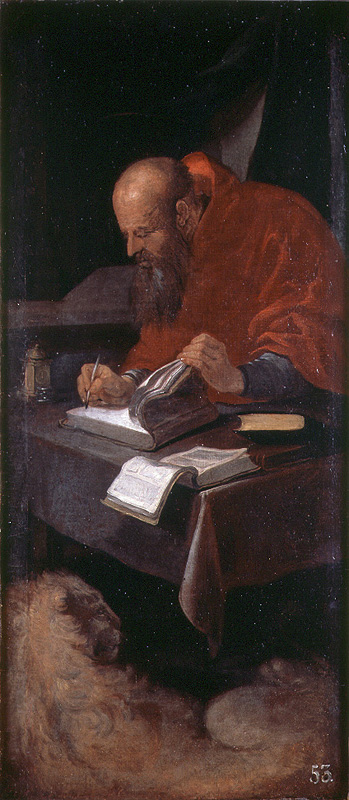
San Jerónimo, Francisco Ribalta, circa 1625.
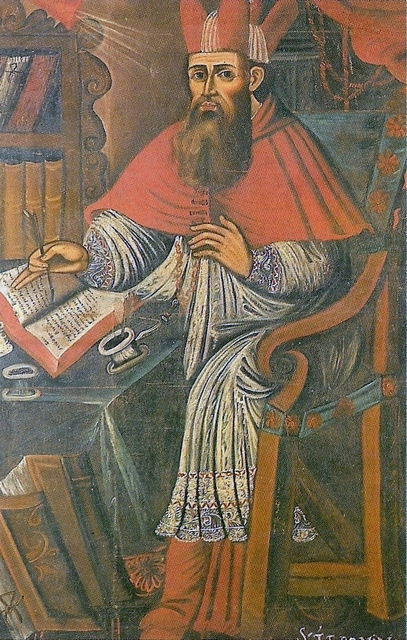
San Jerónimo, Escuela cuzqueña, s. XVIII.

### Iconografía de san Jerónimo en penitencia

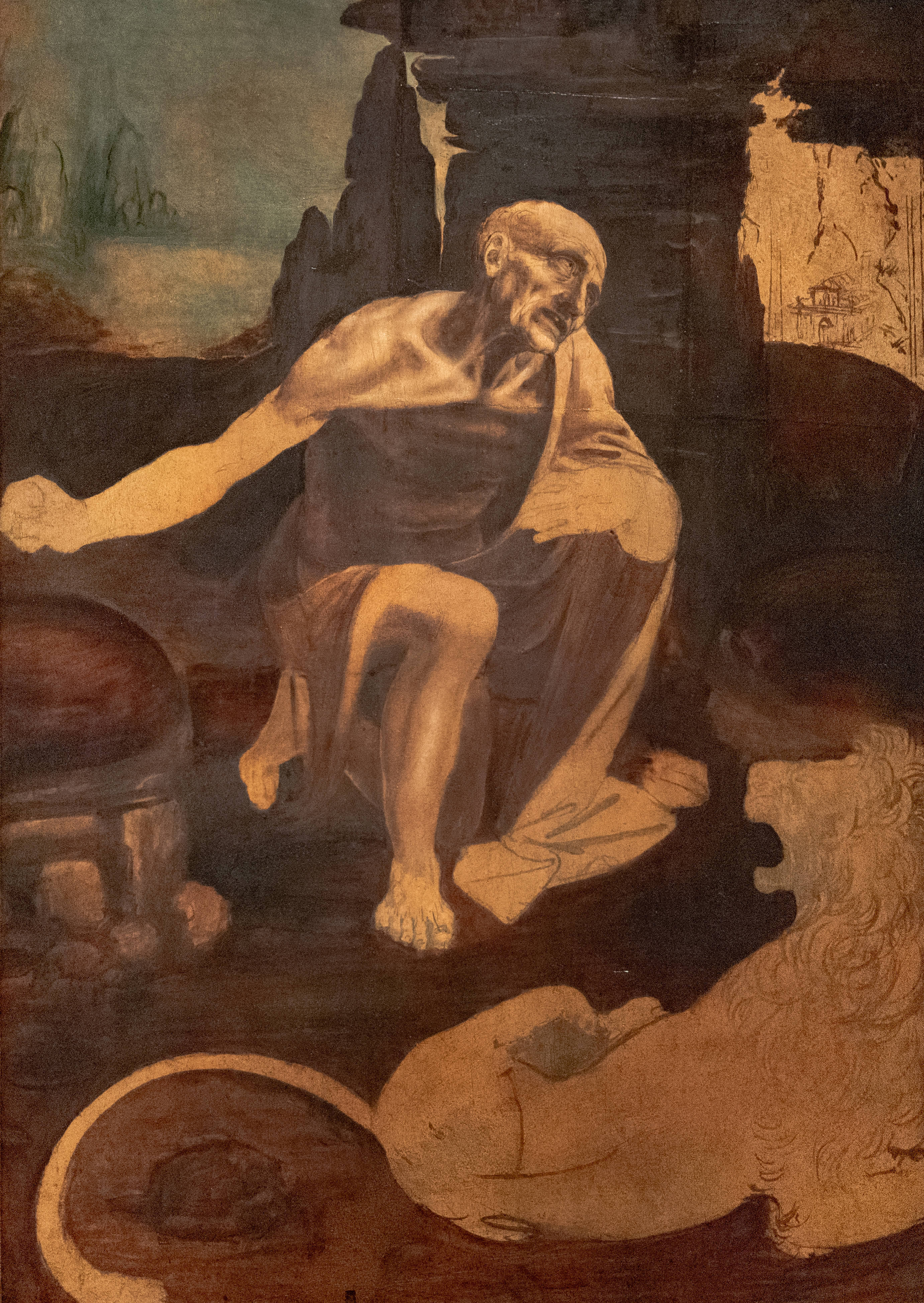
San Jerónimo, Leonardo da Vinci, circa 1480.
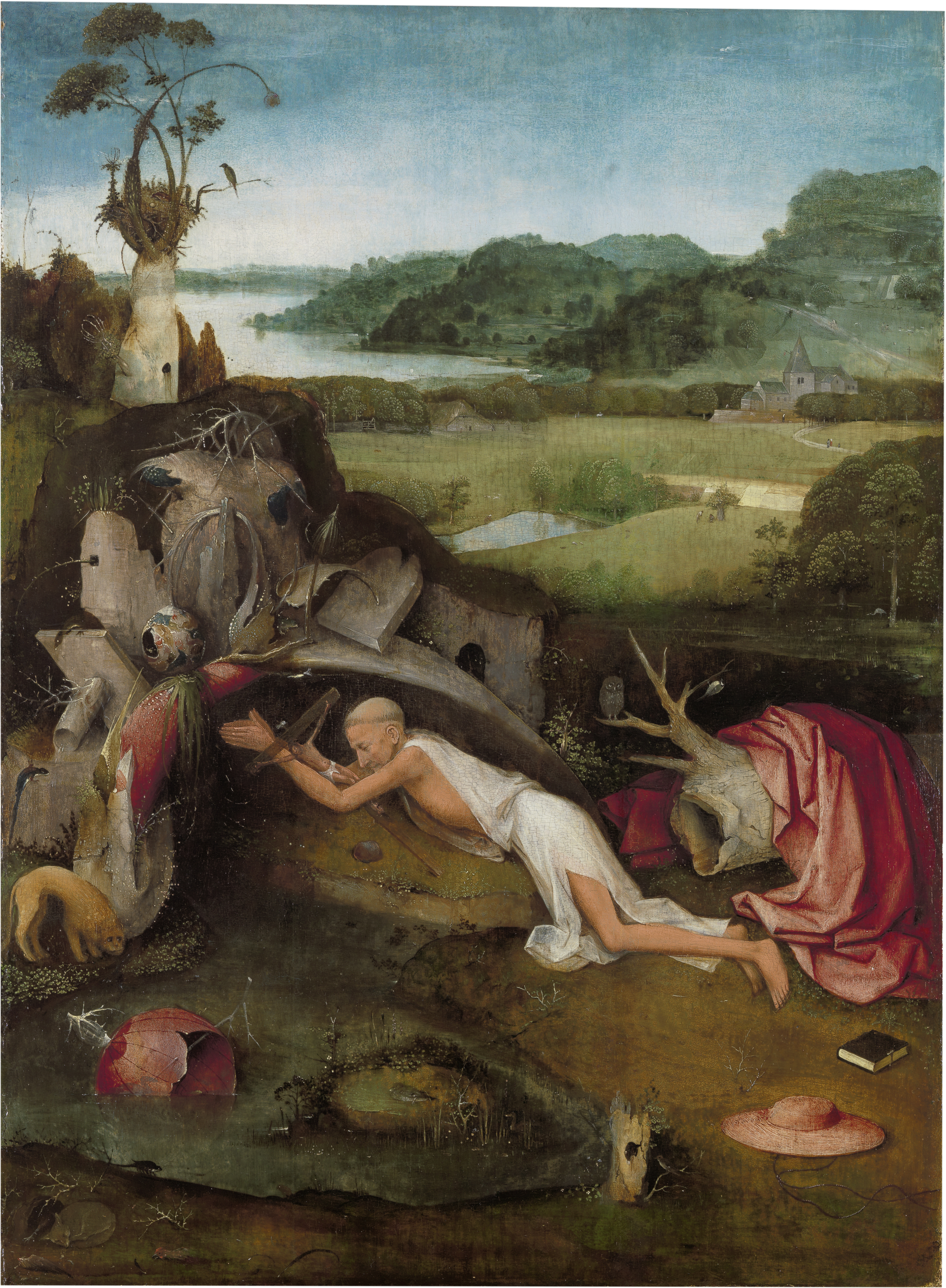
San Jerónimo en oración, El Bosco, circa 1482-1499.
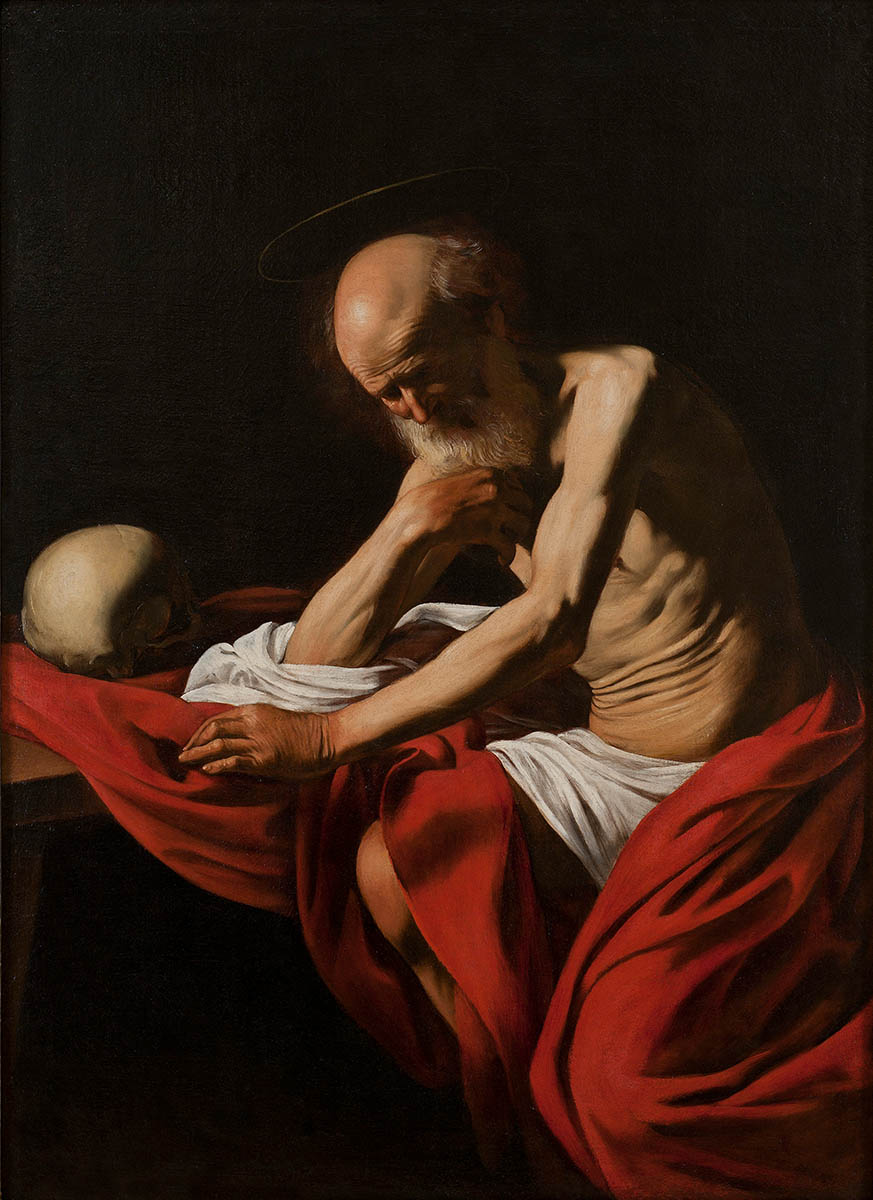
San Jerónimo penitente, Caravaggio, circa 1605.
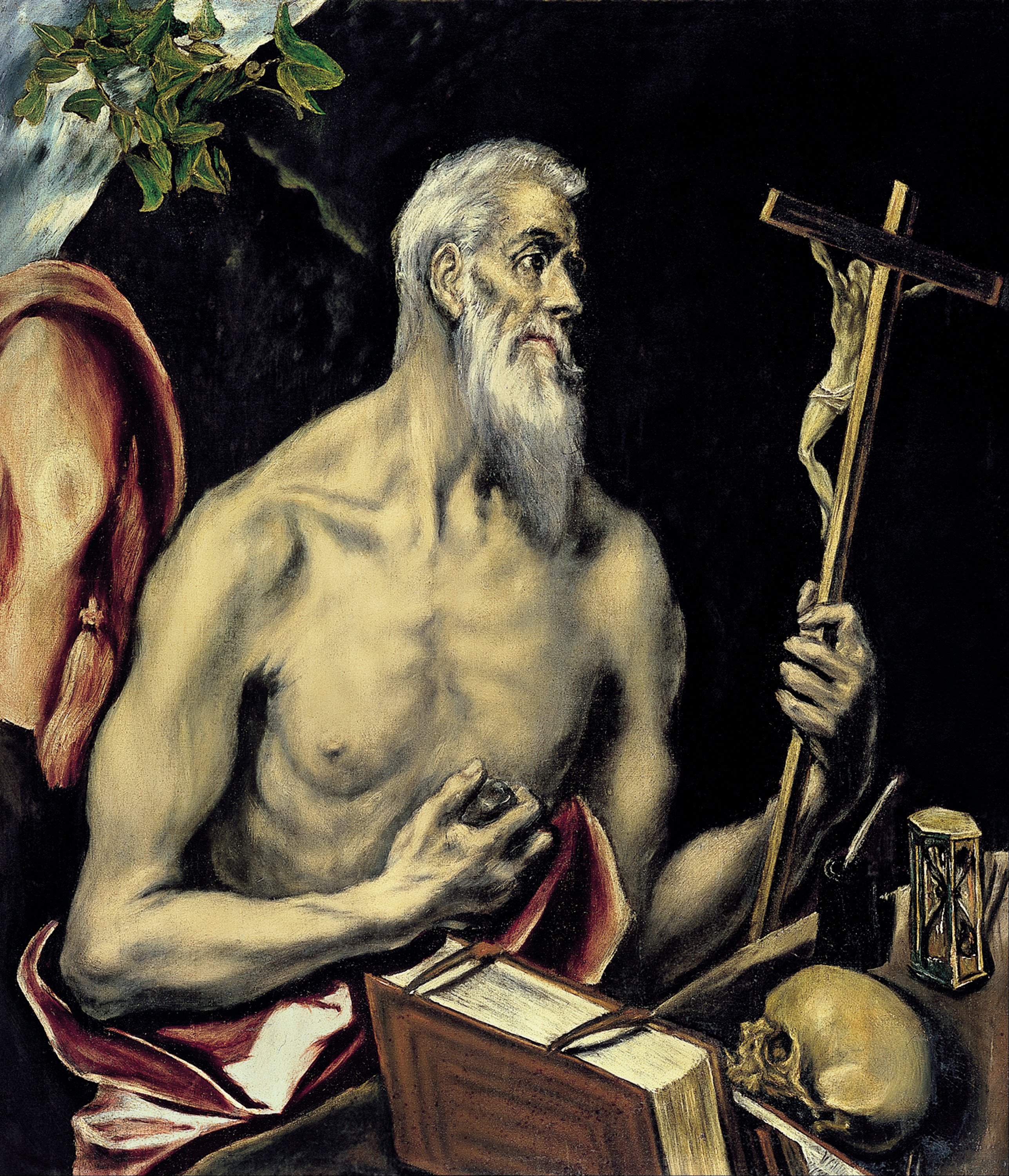
San Jerónimo, El Greco, circa 1605.
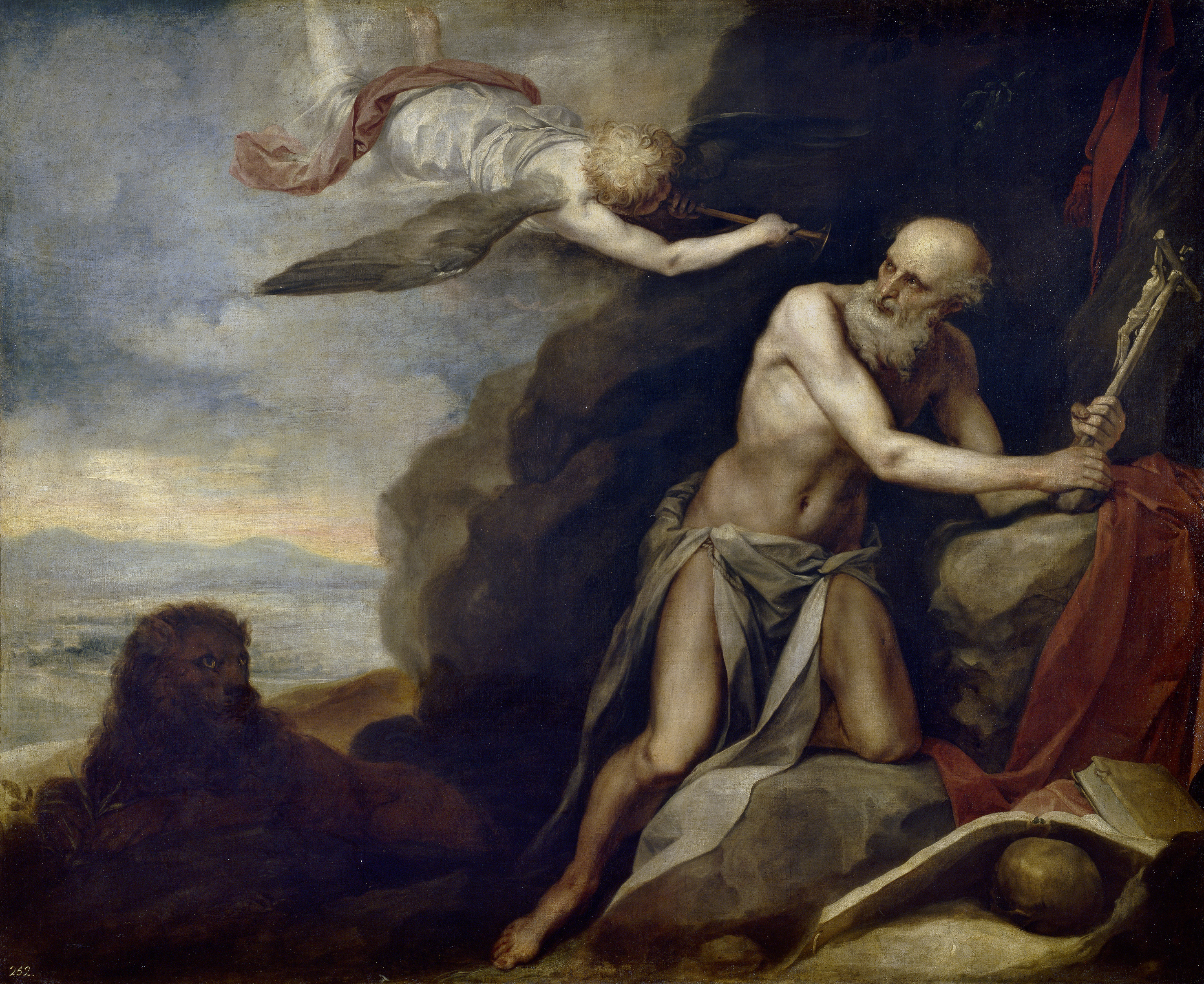
San Jerónimo penitente, de Alonso Cano (c. 1660).